# Augustin af Canterbury
Augustin af Canterbury (død 26. maj 604), var den første ærkebisp af Canterbury i grevskabet Kent i England .
Pave Gregorius den store (590-604) sendte missionærer til England, og han udvalgte prioren Augustinus og dennes medbrødre fra klostret Sankt Andrea på Caelius i Rom. År 597 blev de modtaget af kong Æthelbert af Kent, som forlenede munkene jord i nærheden af Canterbury for at opføre et kloster med kirke. Klosterkirken blev inden længe forvandlet til Englands første stift, og Augustinus blev udpeget til Canterburys første ærkebisp.